# Besim
Besim ist ein albanischer und türkischer männlicher Vorname.
Der türkische Name ist arabischer Herkunft mit der Bedeutung „lächelnd“.
Im Albanischen übersetzt man besim (bzw. besimi, bestimmte Form) mit „Vertrauen, Glaube, Bekenntnis und Konfession“. Davon abgeleitet ist besoj: „ich glaube“.

## Namensträger
- Besim Ömer Akalın (1862/63–1940), türkischer Mediziner und Politiker
- Besim Üstünel (1927–2015), türkischer Wirtschaftswissenschaftler und Politiker
- Besim Bokshi (1930–2014), kosovarischer Lyriker, Sprachwissenschaftler und Politiker
- Besim Durmuş (* 1965), türkischer Fußballspieler und -trainer
- Besim Hot, Schweizer Pokerspieler
- Besim Kabashi (1976–2011), deutsch-kosovarischer Kickboxer